# 1974-es Formula–1 olasz nagydíj
Az olasz nagydíj volt az 1974-es Formula–1 világbajnokság tizenharmadik futama.

## Futam
A Ferrari szurkolóinak örömére Lauda Monzában is az első helyről indulhatott, megelőzve Reutemann és Pace Brabhamjeit. A rajt után az első három versenyző sorrendje nem változott, később azonban Regazzoni feljött a második helyre. Az első két helyen a Ferrarik haladtak, de Lauda autójából víz kezdett szivárogni (az osztrák emiatt kiesett), így az élre Regazzoni került. 10 körrel később a svájcinak is fel kellett adnia a versenyt motorhiba miatt, így Petersoné lett a győzelem. Fittipaldi második, Scheckter harmadik lett.
| Helyezés | #  | Versenyző            | Csapat/Motor      | Körök | Idő/Kiesés oka | Rajthely | Pontszám |
| -------- | -- | -------------------- | ----------------- | ----- | -------------- | -------- | -------- |
| 1        | 1  | Ronnie Peterson      | Lotus-Ford        | 52    | 1:22:56,6      | 7        | 9        |
| 2        | 5  | Emerson Fittipaldi   | McLaren-Ford      | 52    | + 0,8          | 6        | 6        |
| 3        | 3  | Jody Scheckter       | Tyrrell-Ford      | 52    | + 24,7         | 12       | 4        |
| 4        | 20 | Arturo Merzario      | Iso Marlboro-Ford | 52    | + 1:27,7       | 15       | 3        |
| 5        | 8  | Carlos Pace          | Brabham-Ford      | 51    | + 1 kör        | 3        | 2        |
| 6        | 6  | Denny Hulme          | McLaren-Ford      | 51    | + 1 kör        | 19       | 1        |
| 7        | 28 | John Watson          | Brabham-Ford      | 51    | + 1 kör        | 4        |          |
| 8        | 26 | Graham Hill          | Lola-Ford         | 51    | + 1 kör        | 21       |          |
| 9        | 33 | David Hobbs          | McLaren-Ford      | 51    | + 1 kör        | 23       |          |
| 10       | 16 | Tom Pryce            | Shadow-Ford       | 50    | + 2 kör        | 22       |          |
| 11       | 4  | Patrick Depailler    | Tyrrell-Ford      | 50    | + 2 kör        | 10       |          |
| Kiesett  | 11 | Clay Regazzoni       | Ferrari           | 40    | Motorhiba      | 5        |          |
| Kiesett  | 12 | Niki Lauda           | Ferrari           | 32    | Motorhiba      | 1        |          |
| Kiesett  | 2  | Jacky Ickx           | Lotus-Ford        | 30    | Karburátor     | 16       |          |
| Kiesett  | 27 | Rolf Stommelen       | Lola-Ford         | 25    | Felfüggesztés  | 14       |          |
| Kiesett  | 21 | Jacques Laffite      | Iso Marlboro-Ford | 22    | Motorhiba      | 17       |          |
| Kiesett  | 17 | Jean-Pierre Jarier   | Shadow-Ford       | 19    | Motorhiba      | 9        |          |
| Kiesett  | 10 | Vittorio Brambilla   | March-Ford        | 16    | Baleset        | 13       |          |
| Kiesett  | 29 | Tim Schenken         | Trojan-Ford       | 15    | Váltó          | 20       |          |
| Kiesett  | 7  | Carlos Reutemann     | Brabham-Ford      | 12    | Váltó          | 2        |          |
| Kiesett  | 9  | Hans-Joachim Stuck   | March-Ford        | 11    | Alváz          | 18       |          |
| Kiesett  | 15 | Henri Pescarolo      | BRM               | 3     | Motorhiba      | 25       |          |
| Kiesett  | 24 | James Hunt           | Hesketh-Ford      | 2     | Motorhiba      | 8        |          |
| Kiesett  | 37 | François Migault     | BRM               | 1     | Váltó          | 24       |          |
| Kiesett  | 14 | Jean-Pierre Beltoise | BRM               | 0     | Elektronika    | 11       |          |
| NK       | 19 | José Dolhem          | Surtees-Ford      |       |                |          |          |
| NK       | 31 | Carlo Facetti        | Brabham-Ford      |       |                |          |          |
| NK       | 18 | Derek Bell           | Surtees-Ford      |       |                |          |          |
| NK       | 25 | Mike Wilds           | Ensign-Ford       |       |                |          |          |
| NK       | 30 | Chris Amon           | Amon-Ford         |       |                |          |          |
| NK       | 23 | Leo Kinnunen         | Surtees-Ford      |       |                |          |          |

## Statisztikák
Vezető helyen:
- Niki Lauda: 29 (1-29)
- Clay Regazzoni: 11 (30-40)
- Ronnie Peterson: 12 (41-52)

Ronnie Peterson 7. győzelme, Niki Lauda 9. pole-pozíciója, Carlos Pace 3. leggyorsabb köre.
- Lotus 57. győzelme.